# Zdenko Križić
Zdenko Križić, O.C.D. (Johovac, 2 de fevereiro de 1953) é um prelado carmelita descalço croata da Igreja Católica, atual arcebispo de Split-Makarska.

## Biografia
Completou seus estudos filosóficos com os Padres Carmelitas de Florença e seus estudos teológicos na Pontifícia Faculdade Teológica e na Pontifícia Faculdade Teológica Teresianum de Roma. Ele fez seus primeiros votos religiosos em 27 de julho de 1970 em Sombor, e seus votos perpétuos em 16 de julho de 1976 em Zagreb. Recebeu a ordenação episcopal em 26 de junho de 1977 em Zagreb. Após concluir seus estudos teológicos, continuou seus estudos em espiritualidade na Pontifícia Faculdade Teológica Teresianum em Roma, onde recebeu seu mestrado em 1978.
Foi prefeito do Seminário Menor dos Padres Carmelitas de Zagreb entre 1978 e 1984, quando se torna o primeiro assessor do Comissário, Prior de Remetama em Zagreb e Professor convidado no então Instituto de Espiritualidade Cristã de Zagreb, cargos exercidos até 1990, quando se torna o Superior Provincial (entre 1990 e 1996). Depois, foi o Prior do Convento de Remetama (1996-1997), prior do Convento de Krk e Mestre dos Noviços (1997-2002), vigário provincial (1999-2002), superior provincial (2002-2003); vigário-geral da Ordem (2003-2009), prior do Convento de Krk e Conselheiro Provincial, entre 2009 e 2011 e Reitor da Comunidade Universitária Internacional Teresianum em Roma, de 2011 a 2016.
Em 4 de abril de 2016, o Papa Francisco o nomeou como bispo de Gospić-Senj. Recebeu a ordenação episcopal em 25 de maio seguinte, na Catedral da Anunciação da Virgem Maria de Gospić, pelo cardeal arcebispo de Zagreb, Josip Bozanić, coadjuvado por Ivan Devčić, arcebispo de Rijeka e por Mile Bogović, bispo emérito de Gospić-Senj.
Em 8 de setembro de 2023, o Papa Francisco o promoveu a arcebispo metropolitano de Split-Makarska.